# Rainer Trinczek
Rainer Trinczek (* 28. Juli 1958) ist ein deutscher Soziologe und ehemaliger Dekan der Philosophischen Fakultät und des Fachbereichs Theologie der Friedrich-Alexander-Universität Erlangen-Nürnberg.

## Leben
Nach dem Abitur am Melanchthon-Gymnasium Nürnberg studierte Trinczek für das Lehramt an Gymnasien in Englischer Philologie und Sozialkunde an den Universitäten Würzburg, Plymouth und Erlangen-Nürnberg. Nach der Promotion 1987 und Habilitation 1993 an der Universität Erlangen-Nürnberg folgte er 1998 dem Ruf auf den Lehrstuhl für Soziologie an der TU München. 2009 wurde er Professor für Soziologie mit dem Schwerpunkt Arbeits- und Organisationssoziologie in Erlangen.
Seine Forschungsschwerpunkte sind Arbeits- und Organisationssoziologie / Industrial Relations, Managementsoziologie, Arbeitszeitforschung und Arbeit und Leben.
Der Journalist Jan Fleischhauer  machte ihn für die Ausladung des Althistorikers Egon Flaig im Juli 2023 verantwortlich.

## Schriften (Auswahl)
- mit Ludger Pries und Rudi Schmidt: Entwicklungspfade von Industriearbeit. Chancen und Risiken betrieblicher Produktionsmodernisierung. Opladen 1990, ISBN 3-531-12157-X.
- mit Hartmut Seifert: New approches to working time policy in Germany: The 28,8 hour working week at Volkswagen company. Düsseldorf 2000.
- mit Sabine Böhm und Christa Herrmann: Herausforderung Vertrauensarbeitszeit. Zur Kultur und Praxis eines neuen Arbeitszeitmodells. Berlin 2004, ISBN 3-89404-985-5.
- mit Frank Danzinger, Kathrin M. Möslein und Astrid Schütz: Wertschöpfung durch Wertschätzung. Innovation im demografischen Wandel. Leipzig 2012, OCLC 1185291492.